# Долње Отроковце
Долње Отроковце (слч. Dolné Otrokovce) насељено је мјесто са административним статусом сеоске општине (слч. obec) у округу Хлоховец, у Трнавском крају, Словачка Република.

## Становништво
| Година:    | 1994. | 2004.   | 2014.    | 2024.   |
| ---------- | ----- | ------- | -------- | ------- |
| Број људи: | 318   | 342     | 382      | 396     |
| Разлика:   |       | +7,54 % | +11,69 % | +3,66 % |

| Година:    | 2023. | 2024.   |
| ---------- | ----- | ------- |
| Број људи: | 395   | 396     |
| Разлика:   |       | +0,25 % |

Према подацима о броју становника из 2024. године насеље је имало 396 становника.